# Casimir Rostan
Pour les articles homonymes, voir Rostan.
Honoré Jean Casimir Rostan, né le 7 août 1774 à Marseille et mort le 5 décembre 1833 à Paris, est un botaniste et collectionneur d’antiquités français.

## Biographie
Fils d’un commerçant marseillais, Rostan fit, au collège de Tournon, de brillantes études en philologie, mathématiques, histoire naturelle et archéologie. 
Au terme de ses études, Rostan choisit la botanique, et suivit le professeur qui lui avait inspiré le gout de cette science dans de longues excursions sur les montagnes et les vallées du Vivarais. Cette première herborisation produisit un commencement d’herbier. 
De retour dans sa famille, il mit à profit les relations entretenues par la maison de commerce de son père pour partir aussitôt pour Constantinople étudier la flore du Levant. Avec un guide, il parcourut les montagnes d’Arménie. Passant ensuite en Grèce dont il visita plusieurs des îles, il apprit le grec moderne. Rentré en France à la Révolution, il en ramena un riche herbier et une collection de médailles fort estimées et quelques fragments d’archéologie dont il fit divers présents aux antiquaires de la capitale.
Monté à Paris, il y fut bien accueilli, mais son intérêt pour toutes les branches des connaissances humaines le faisait manquer d’ordre et de persévérance l’empêchèrent d’atteindre à l’érudition dans aucune. Revenu à Marseille, il évita la politique et se cantonna à la science. Lorsque les Académies commencèrent à se reformer, une société d’hommes de lettres et de quelques artistes distingués s’établit à Marseille, sous le nom de « Lycée des sciences et des arts ». Ce groupe se confondit bientôt avec l’Académie, qui venait de reprendre, avec ses titres et ses droits, sa place. Rostan y fut élu en classe de Sciences au fauteuil no 8 le 22 frimaire an XII. Passé en classe de Lettres au fauteuil no 1 le 14 novembre 1805, son zèle lui valut d’être, en 1809, nommé secrétaire perpétuel, à l’unanimité.
Chargé de répondre au ministre de l’intérieur, sur plusieurs questions relatives aux chevaux de Camargue, il fit, après s’être rendu sur les lieux, un mémoire, riche en faits et vues utiles qui lui attira des remerciements et des éloges. Peu de temps après la dévastation de quartiers du territoire de Marseille par les sauterelles, Rostan réunit, dans un travail spécial, tout ce que l’histoire naturelle et les faits historiques les mieux constatés renferment de plus curieux sur cet insecte. La publication d’un autre mémoire sur les chenilles et les moyens de les détruire fit recommander aux cultivateurs l’échenillage annuel par l’autorité. Rostan s’attela ensuite à l’histoire de Marseille, de la Provence et de l’Académie de Marseille, sans pouvoir, faute de calme, d’ordre et de temps, les achever.
En 1813, il devient adjoint au maire de Marseille Jean-Baptiste de Montgrand.
D’une parole abondante et facile, Rostan exerça une sorte d’exclusivité à l’Académie, faisant presque à lui seul les frais des séances de la compagnie jusqu’en 1815. Il y montra, avec une immense érudition, une nature âpre à la discussion ne supportant qu’avec peine la moindre résistance prompte à des colères enfantines sans bornes. Nommé professeur de botanique, il se dégouta de cette science. Appelé aux archives de la ville, les recherches exigées par cette fonction ne lui donnèrent plus que de l’ennui. Rostan quitta alors les livres, l’Académie, les sciences et ses amis pour partir une seconde fois pour Paris sans y retrouver les succès qu’il avait connus dans sa jeunesse.

## Sources
- Jean-Baptiste Lautard, Histoire de l’Académie de Marseille, depuis sa fondation en 1726 : Notice nécrologique sur M. Casimir Rostan, Ancien Secrétaire perpétuel de la classe des belles-lettres de l'Académie ; Par M. Lautard, Secrétaire perpétuel de la classe des sciences., vol. 3, Marseille, Achard, 1843, 412 p., p. 388-397.